# 100-річчя першого Курултаю кримськотатарського народу (монета)
«100-рі́ччя пе́ршого Курулта́ю кримськотата́рського наро́ду» — ювілейна монета номіналом 5 гривень, випущена Національним банком України за участі Інституту геостратегії імені Ісмаїла Гаспринського, присвячена важливій події в історії кримськотатарського народ — національному з'їзду, першому Курултаю, який відбувся у листопаді 1917 року. Результатом роботи Курултаю було прийняття Конституції Кримської Народної Республіки, в якій визнавалася рівноправність усіх мешканців Криму незалежно від їх національності, закріплювалася рівноправність жінок, проголошувались основоположні демократичні свободи. Курултай затвердив національний прапор блакитного кольору, національний герб у вигляді золотої тамги кримських ханів та національний гімн.
Монету введено в обіг 17 листопада 2017 року. Вона належить до серії «Інші монети».

## Опис монети та характеристики
| Номінал грн. | Метал      | Маса, г | Діаметр, мм | Якість виготовлення       | Гурт     | Тираж, штук                                        |
| ------------ | ---------- | ------- | ----------- | ------------------------- | -------- | -------------------------------------------------- |
| 5            | нейзильбер | 16,54   | 35,0        | спеціальний анциркулейтед | рифлений | 35 000 (у тому числі 10 000 у сувенірній упаковці) |

### Аверс
На аверсі монети розміщено: малий Державний Герб України, праворуч від якого написи: «УКРАЇНА/ 5 ГРИВЕНЬ», під гербом — рік карбування монети «2017»; синє зображення карти півострова Крим, на тлі якого жовтими буквами — такі рядки українською та кримськотатарською мовами з гімну кримськотатарського народу: «Я ПРИСЯГНУВСЯ,/ Я ДАВ СЛОВО/ ПОМЕРТИ ЗА НАРОД…/» та жовту тамгу (використано тамподрук) — герб кримських татар; логотип Банкнотно-монетного двору Національного банку України (праворуч).

### Реверс
На реверсі монети на тлі будівель мечеті зображено делегатів кримськотатарського національного з'їзду та по колу написи українською та кримськотатарською мовами: «100 РОКІВ/» (над будівлею праворуч), «ПЕРШИЙ КУРУЛТАЙ КРИМСЬКОТАТАРСЬКОГО НАРОДУ..»

10000 монет із загального тиражу було випущено у буклетах
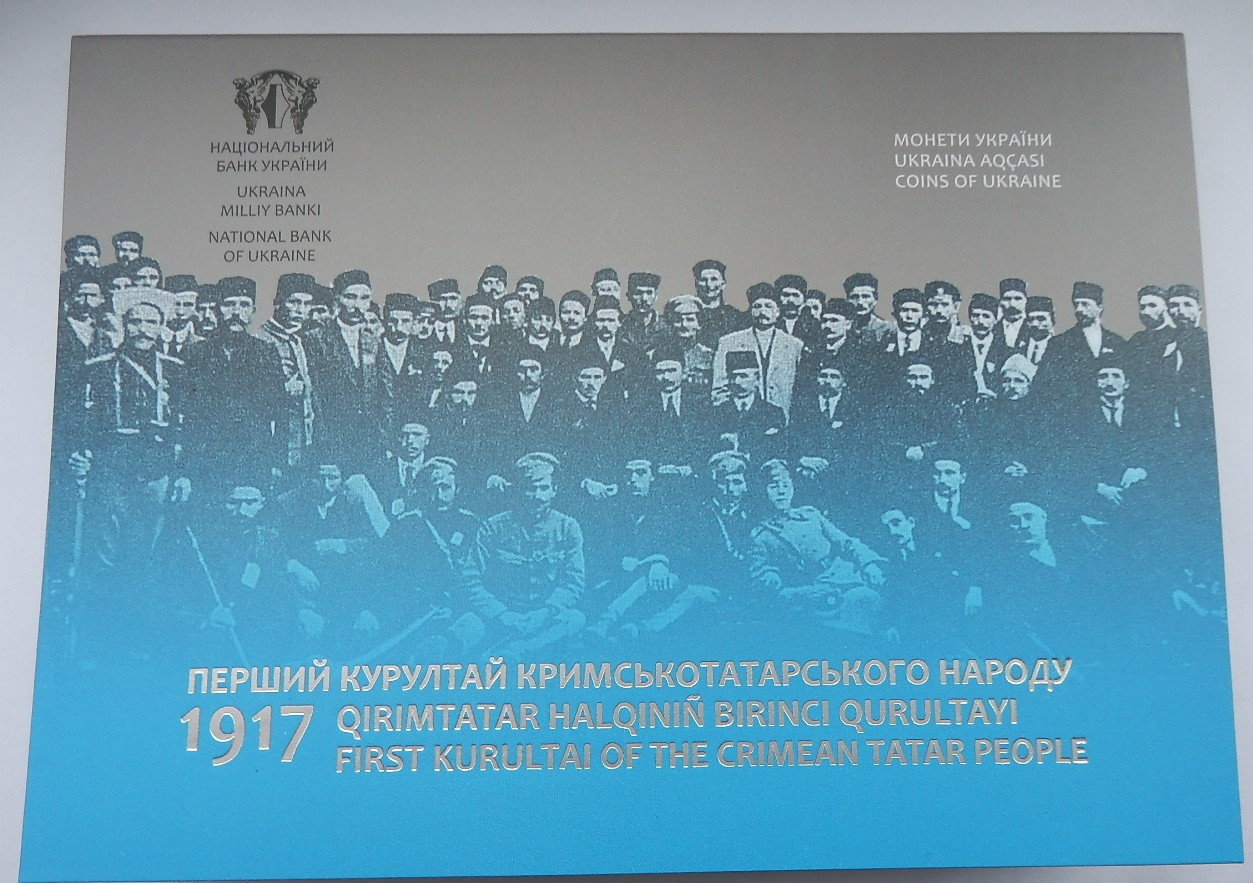
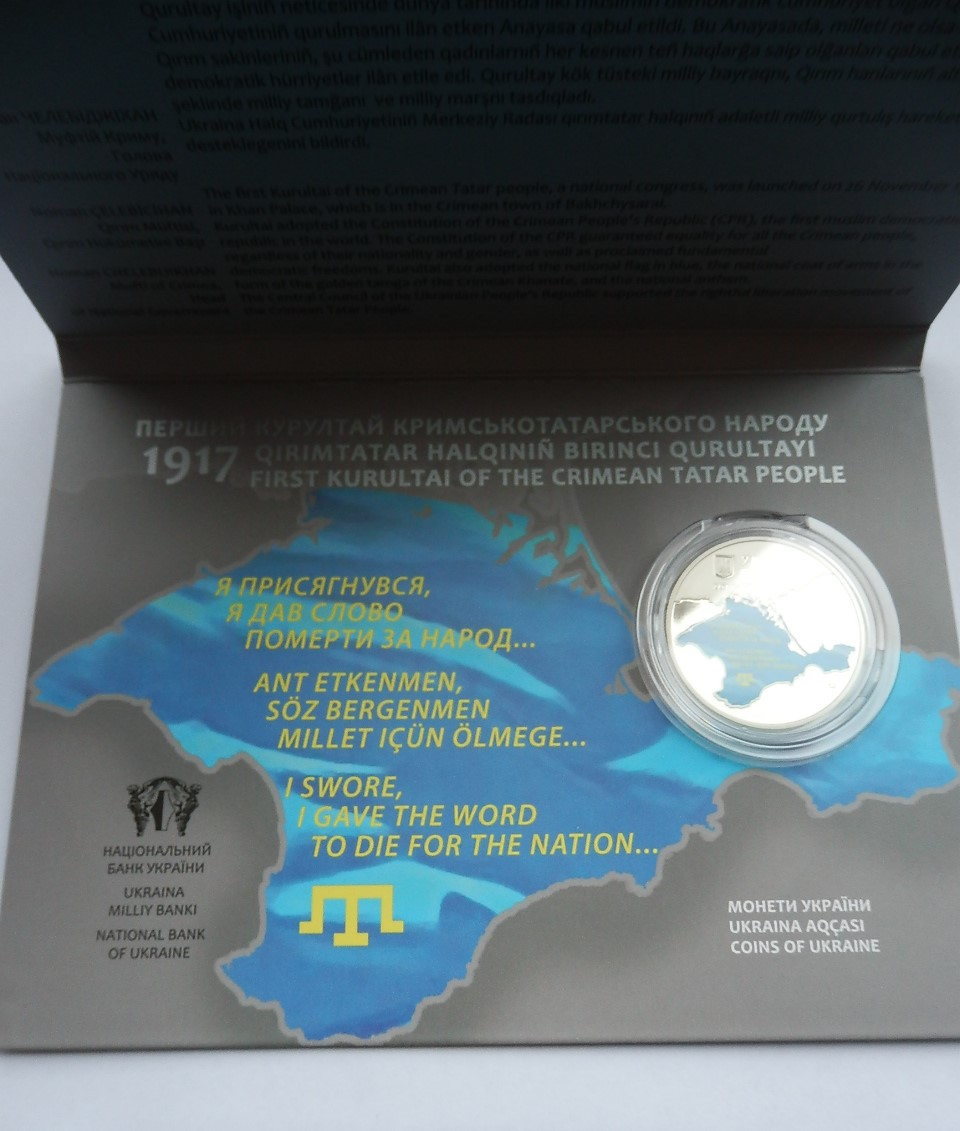
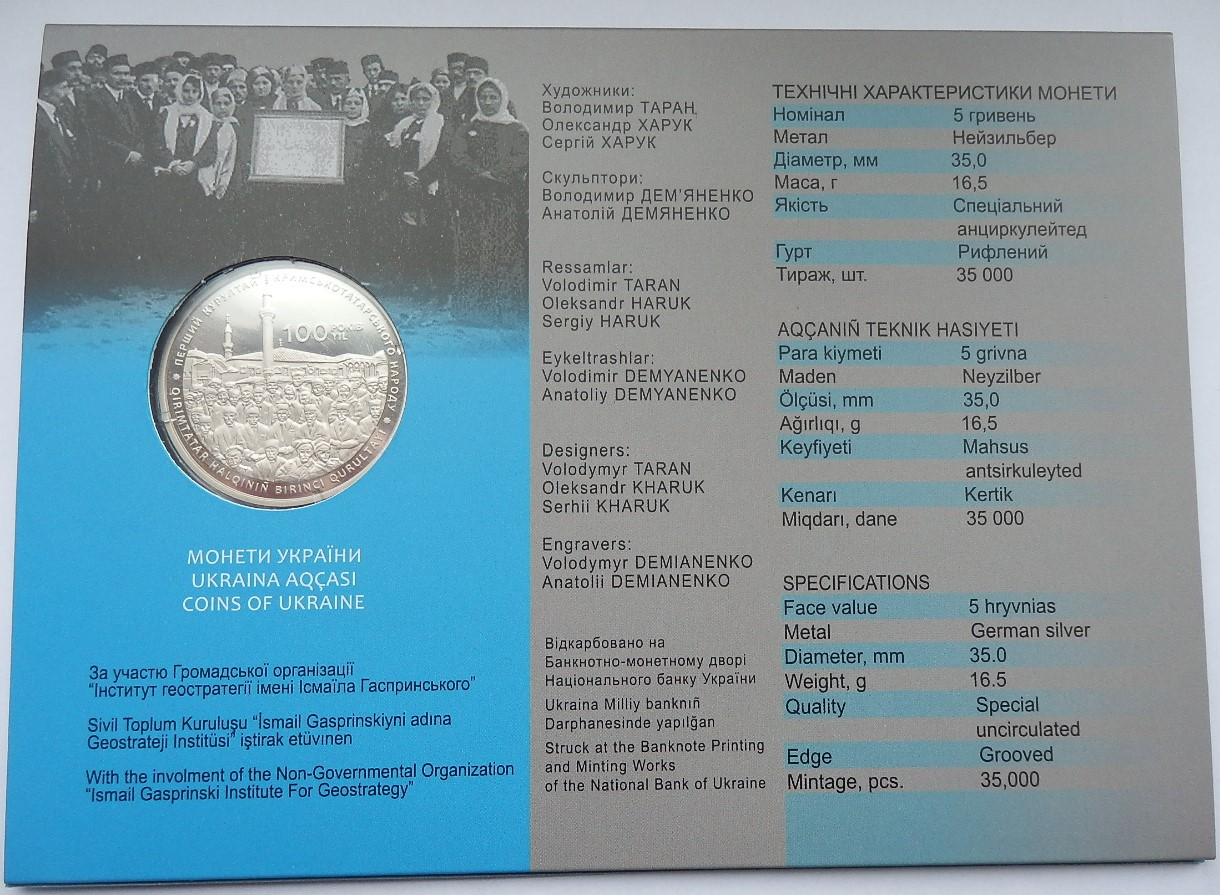

## Автори

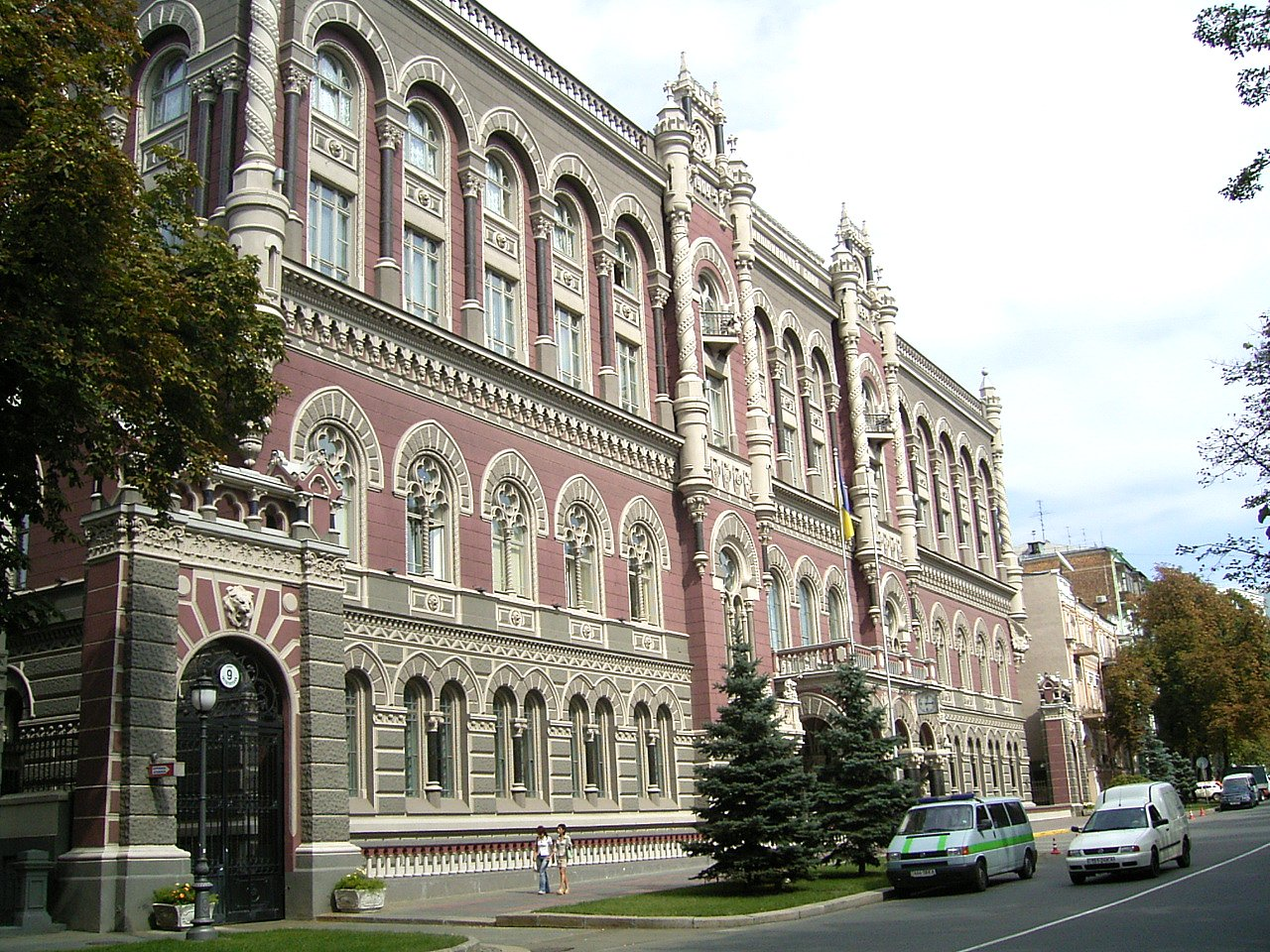
Будівля Національного банку України

- Художники: Таран Володимир, Харук Олександр, Харук Сергій.
- Скульптори: Дем'яненко Володимир, Демяненко Анатолій.

## Вартість монети
Під час введення монети в обіг 2017 року, Національний банк України реалізовував монету через свої філії за ціною 43 гривні.
Фактична приблизна вартість монети, з роками змінювалася так:
| Рік        | 2018 | 2019 | 2020 | 2021 | 2022 | 2023 | 2024 | 2025 |
| ---------- | ---- | ---- | ---- | ---- | ---- | ---- | ---- | ---- |
| Ціна, грн. | 145  | 130  | 120  | 130  | 140  | 270  | 430  | 460  |